# Neonella camillae
Neonella camillae är en spindelart som beskrevs av Edwards 200. Neonella camillae ingår i släktet Neonella och familjen hoppspindlar. Inga underarter finns listade i Catalogue of Life.